# Acropolis rallye 1986
Acropolis rallye 1986 byla šestou soutěží mistrovství světa v rallye 1986. Vítězem se stal Juha Kankkunen na voze Peugeot 205 T16 E2.

## Průběh soutěže
Zpočátku vedl Timo Salonen na voze Peugeot 205 T16 E2. Po několika defektech se ale propadl na čtvrtou pozici. Na první místo se tak posunul Kalle Grundell na voze Ford RS200. Na druhé pozici jel Markku Alen s vozem Lancia Delta S4. Až osmým nejrychlejším časem zahájil soutěž Juha Kankkunen s Peugeotem. Ale postupně se propracovával dopředu. Několik defektů měl i Miki Biasion s další Lancií, který jel až na sedmé pozici. Před ním se držel Bruno Saby s dalším Peugeotem. Do Lancie poprvé usedl Mikael Ericsson, který do té doby závodil ve skupině A. Podporu publika měl domácí jezdec Moschous na voze Nissan 240 RS. Problémy se zavěšením svého Porsche 911 SC RS měl Sajid Al-Hajri, který se ze třicáte pozice posunul až na osmou.
Do druhé etapy startoval jako první Alen, který průběžně vedl. Díky několika vítězstvím se ale vedení ujal opět Grundell. Další defekty trápily Salonena a tak se na třetí pozici propracoval Stig Blomqvist s dalším Fordem. Čtvrtý byl Kankkunen, pátý Biasion a šestý Saby. Nejlepší pozici mezi auty s pohonem dvou kol držel Al-Hajri. Problémy s převodovkou trápily Ericssona, který obdržel několik penalizací. Skupinu A vedl Kenneth Eriksson s vozem Volkswagen Golf II GTI. Jeho největším konkurentem byl Rudi Stohl na voze Audi Quattro. Třetí ve skupině jel Franz Wittmann s dalším Golfem. Několik testů vyhrál Kankkunen, který se posunul do vedení v soutěži před Alenem. Blomqvist i Grundell havarovali a museli odstoupit. Třetí tak byl Biasion a čtvrtý Saby. Za nimi jel stále Al-Hajri před domácím jezdcem Stratissinem s Nissanem. ve skupině A vedl Eriksson před Stohlem. 
Ve třetí etapě držel Kankkunen vedení. Za ním se drželi Alen a Biasion, kteří chtěli získat vítězství pro Lancii. Alen měl ale poruchu motoru a ze soutěže odstoupil. Třetí místo tak získal Saby. Prasklé zavěšení kola vyřadilo i Salonena. Čtvrtý tak byl Al-Hajri a pátý Stratissino. Na pořadní se nic nezměnilo, a tak se na stupních vítězů seřadili Kankkunen, Biasion a Saby.

## Výsledky
1. Juha Kankkunen, Gallagher - Peugeot 205 T16 E2
2. Miki Biasion, Siviero - Lancia Delta S4
3. Bruno Saby, Fauchille - Peugeot 205 Turbo 16 E2
4. Sajid Al-Hajri, Spiller - Porsche 911 SC RS
5. Stratissino, Kertakis - Nissan 240 RS
6. Rudi Stohl, Kaufmann - Audi Quattro
7. Kenneth Eriksson, Dietman - Volkswagen Golf II GTI 16V
8. Moschous, Vazakas - Nissan 240 RS
9. Franz Wittmann, Feltz - Volkswagen Golf II GTI 16V
10. Raynert, Cassina - Fiat Uno Turbo